# Innocenti Sant'Eustacchio
INNSE - Innocenti Sant'Eustacchio S.p.A. era un'azienda metalmeccanica italiana con sede a Milano e Brescia che operava nel settore metallurgico, producendo laminatoi, impianti di colata continua, presse per estrusione e forgiatura. A Brescia si producevano Torni, Rettifiche, Centri di lavori CNC. Nel 1985 veniva iniziata la produzione dei primi CF1 che segnarono l'inizio della produzione di macchine utensili e centri di lavoro a controllo numerico. Passata sotto il controllo di altre società e con nuovi nomi, ha diversificato negli anni le attività di produzione, rimanendo comunque legata come termine ad aziende che operano nel settore della metalmeccanica.

## Storia
L'azienda nacque il 27 aprile 1972 a seguito del passaggio della divisione meccanica pesante della Innocenti all'IRI che la fuse con la sua Sant'Eustacchio (Finsider).
Nel 1985 la società venne inquadrata in Italimpianti (IRI-Iritecna).
Nel 1990 cambiò denominazione in Innse Innocenti Engineering, a cui conferirono le attività degli impianti metallurgici e delle presse sparsi in tutta Italia.
Nel 1993, dopo il crack della Mandelli di Piacenza che aveva assorbito negli anni precedenti diverse aziende fra cui la INNSE, inizia un periodo buio per i dipendenti con il commissariamento dell'azienda e la paralisi delle attività.
Con la privatizzazione della Italimpianti nel 1996, la INNSE passa sotto il controllo di SMS Demag AG, diventando SMS Demag INNSE S.p.A..
Nel 2002, SMS Demag cede a Manzoni Group S.p.A. la INNSE Presse Sheet Metal Forming S.p.A., ovverosia le attività che si svolgono all'interno delle officine di Lambrate, che nel 2006 vengono nuovamente riassegnate a Genta S.p.A., la quale si rivelerà poco interessata a un sostanziale piano di rilancio della fabbrica.
Scongiurata la chiusura del sito lambratese, dopo le numerose battaglie condotte dagli operai, nel 2009 l'ultima testimonianza produttiva degli stabilimenti ex Innocenti di Milano passano di proprietà al gruppo Camozzi di Brescia.
A dieci anni dall'acquisizione, nel 2019, la fabbrica milanese oramai indirizzata verso un sistema di industria 4.0 si rinnova, affiancando alle tradizionali attività di meccanica un nuovo centro ricerche che apre le sue porte al mondo delle università, avviando in particolare una stretta collaborazione con i ricercatori del Politecnico di Milano, nell'ottica di sviluppo di nuove soluzioni di robotica collaborativa, sensoristica e manifattura additiva; grazie pure all'adozione di un innovativo processo di stampa 3D.

## Utilizzo del marchioINNSEnel XXI secolo
Ad oggi sono diverse le aziende che continuano a riportare la dicitura Innse nella propria ragione sociale: SMS INNSE S.p.A. (Gruppo SMS Siemag AG) e INNSE Presse Sheet Metal Forming S.p.A. o INNSE Milano S.p.A. (Gruppo Camozzi S.p.A.) .  , INNSE Cilindri (acquisita  a fine del 2021 dal Gruppo Camozzi S.p.A.).